# Obeliscul lui Horea, Cloșca și Crișan din Alba Iulia

Obeliscul lui Horea, Cloșca și Crișan din Alba Iulia este situat pe str. Mihai Viteazul, în fața porții a treia a cetății Alba Carolina. A fost ridicat în 1937 din inițiativa din 1924-25 a elevilor Liceului Mihai Viteazu (azi Horia, Cloșca și Crișan) din Alba Iulia, proiectul fiind complinit prin implicarea Societății ASTRA, cu contribuția populației. fiind închinat memoriei conducătorilor răscoalei de la 1784-1785, conduse de Horea, Cloșca și Crișan. 
Obeliscul, ridicat în doar câteva luni, a fost inaugurat în prezența regelui Carol al II-lea al României și a lui Mihai, voievod de Alba Iulia la 14 octombrie 1937.
Monumentul, cu înălțimea de 22,5 metri, este opera sculptorului Iosif Fekete, cunoscut și ca Iosif Fekete Negrulea, și a arhitectului Octavian Mihălțan.
Societatea „Pietroasa” din Deva a oferit calcarul de Banpotoc din care a fost înălțat monumentul și trahitul, rocă mai dură, din care a fost construit soclul acestuia.
În interiorul soclului care sprijină obeliscul se află o celulă simbolică cu inscripția: Smerită închinare lui Horea, Cloșca și Crișan, în partea de est, o Victorie Înaripată ținând în mână o cunună de lauri, iar în partea de vest un basorelief reprezentându-i de Horea, Cloșca și Crișan.

## Monument istoric
Obeliscul este înscris în Lista monumentelor istorice din județul Alba cu cod LMI AB-III-m-B-00401 sub denumirea Obeliscul închinat memoriei lui Horea, Cloșca și Crișan.

## Poarta a II-a a cetății
În 1937, în timpul lucrărilor de ridicare a Obeliscului lui Horea, Cloșca și Crișan, a fost distrusă poarta a II-a a cetății, amplasată pe cea de-a doua linie de apărare, în capătul de sus al unui culoar construit în rampă. A fost reconstituită în 2010 pe baza fotografiilor-document și a schițelor păstrate la Viena. Cei doi atlanți și leii de pe coronament sunt chiar statuile originale care au fost păstrate la Muzeul Național al Unirii și în curtea unei unități militare din apropiere.

## Filatelie
La 1 noiembrie 1984, Poșta Română a pus în circulație emisiunea filatelică: „200 de ani de la Răscoala populară condusă de Horea, Cloșca și Crișan”, formată dintr-un timbru cu valoarea nominală de 2 lei pe care este ilustrat obeliscul realizat de Iosif Fekete și amplasat în anul 1937 la Alba Iulia, în fața Porții a III-a a Cetății.

## Imagini

Altorelieful care-i înfăţişează pe cei trei conducători în faţa ţăranilor este plasat într-un cadru delimitat de elemente florale care schiţează harta României Mari.